# Вольфганг Лихтенштейнский
Вольфганг Лихтенштейнский (нем. Wolfgang Johannes Baptist Evangelist Idlefons Franz se Paula Josef Maria, род. 25 декабря 1934 года) ― представитель Лихтенштейнского дома. Посол Лихтенштейна в Швейцарии с 1996 по 2001 год. На данный момент является самым старым из ныне живущих принцев.

## Биография
Вольфганг родился 25 декабря 1934 года в Граце. Он является вторым сыном и четвёртым ребёнком Карла Алоиза Лихтенштейнского (1878—1955) и его жены Елизаветы фон Урах (1894—1962). Имел старших сестер Марию Жозефу (1923—2005) и Марию Франциску (1930—2006), а также брата Вильгельма Альфреда (1922—2006).
Детство он провел в Штирии. Он учился в Лихтенштейнской гимназии в Вадуце. Затем он изучал право в Венском университете и после его окончания, получил степень магистра. После завершения учебы последовала стажировка при дворе и в аудиторской фирме.
Он работал юристом до 1980 года. Затем менеджером подразделения немецко-американской компании по недвижимости, а с 1980 по 1983 год — консультантом застройщика в Зальцбурге. С 1983 года до назначения на дипломатическую службу он был директором Grazer Wechselseiten Versicherungs Aktiengesellschaft (GRAWE) в Зальцбурге.
С 1996 по 2001 год он был послом Лихтенштейна в Швейцарии.
В 1999 году им было подписано двустороннее соглашение со Швейцарией по трансграничным пассажирским перевозкам, а также договор о взаимодействии в вопросах нормативного регулирования в области телекоммуникаций.
8 января 2010 года Ханс-Адам II наградил Вольфганга Большим крестом Ордена «За заслуги».

## Личная жизнь
Вольфганг женился 12 июля 1970 году на графине Габриэле Басселе де ла Розе (род. 1949). В браке родились сын и дочь:
- Стефания Елизавета Элеонора Мария Лихтенштейнская (род. 12 апреля 1976), не замужем. Детей нет.
- Леопольд Франц Карл Мария Лихтенштейнский (род. 21 мая 1978), женился на Барбаре Вихарт (род. 1979) 18 июня 2011 года.
  - Лоренц Лихтенштейнский (род. 22 сентября 2012)
  - Йоханна Лихтенштейнская (род. 16 ноября 2015)[5]